# Adam Wysocki
Adam Wysocki, född den 27 december 1974 i Augustów, Polen, är en polsk kanotist.
Han tog bland annat VM-guld i K-2 500 meter i samband med sprintvärldsmästerskapen i kanotsport 1999 i Milano.